# میدان آذربایجان
میدان آذربایجان، میدانی است که در شمال غرب شهر تبریز واقع شده و بزرگترین میدان این شهر است. این میدان با وسعت ۱۲٬۵ هکتار و با یک و نیم برابر وسعت میدان آزادی تهران، یکی از بزرگترین میدان‌های شهری ایران به حساب می‌آید.
با توجه به اینکه این میدان، خروجی تبریز به سمت غرب استان آذربایجان شرقی و استان‌های همجوار و همچنین خارج از کشور و به سمت فرودگاه تبریز است، در هر ساعت، ۱۱٫۰۰۰ خودرو، در این میدان تردد می‌کنند. از این رو، میدان آذربایجان، یکی از پرترددترین میدان‌های شهر تبریز محسوب می‌شود. قرار گرفتن این میدان در محل تلاقی بزرگراه پاسداران، بلوار آذربایجان، خروجی فرودگاه تبریز و جاده مرند، موقعیت ترافیکی و اهمیت این میدان را چند برابر کرده‌است.

## طرح احداث تقاطع طبقاتی
در حال حاضر، با توجه به حجم بالای ترافیک عبوری از این میدان، مسئولان شهرداری تبریز، قصد احداث تقاطع غیرهمسطح طبقاتی را برای روان‌سازی ترافیک این منطقه دارند. در طرح جدید این میدان که با محوریت دسترسی به چهار مسیر بزرگراه شهید بابایی، بزرگراه پاسداران، بزرگراه آذربایجان و بلوار ستارخان از طریق خطوط رفت و برگشت منتشر شده‌است، سه رمپ «پاسداران–آذربایجان»، «بابایی-آذربایجان» و «آذربایجان-بابایی» در قالب مسیرهای طبقاتی و همچنین آکس مسیر عبور تراموا، عابرپیاده و دوچرخه در محدوده مرکزی میدان، پیش‌بینی شده‌است.
حذف دو رمپ پاسداران به بلوار شهید بابایی و بالعکس، تعبیه رمپ غیر مستقیم غیرهمسطح به شکل زیرگذر برای مسیر پاسداران به آذربایجان و بالعکس و نیز رمپ بابایی به آذربایجان و بالعکس، پیشنهاد تعریض خیابان ستارخان به ۶ خط که برای مسیرهای رفت و برگشت، هرکدام ۳ خط در نظر گرفته شده، کاهش ۴۰ متر از قطر داخلی حلقه دور میدان و امکان تأمین دسترسی کاربری‌های شمالی و جنوبی میدان به‌طور کاملاً مناسب و ایزوله و در نهایت، امکان ایجاد مسیر گردشی و جزیره با عرضی حدود ۲۵ متر در حد فاصل دسترسی کاربری‌ها و سواره‌رو دور میدان، از جمله مواردی است که در پروژه بزرگ میدان آذربایجان طراحی شده‌است.